# إدارة ليتورال
إدارة ليتورال، المعروفة أيضًا باسم إدارة أتاكاما والتي تُعرف عمومًا بالساحل البوليفي، كانت تشير إلى امتداد ساحل المحيط الهادئ في صحراء أتاكاما الذي كان جزءًا من أراضي بوليفيا منذ نشأتها عام 1825 حتى عام 1879، عندما فقدته لصالح تشيلي.

## خلفية

صحراء أتاكاما وبونا في عام 1830.

عندما ظهرت بوليفيا كدولة مستقلة في عام 1825، كانت هذه الأراضي جزءًا من إدارة بوتوسي البوليفية. في عهد حكومة أندريس دي سانتا كروز، أنشئت المنطقة باسم إدارة الساحل.
كانت المدن الرئيسية على ساحل المحيط الهادئ، من الشمال إلى الجنوب، هي توكوبيلا، وكوبيجا، وميجيونيس، وأنتوفاجاستا.
تم أخذ ميناء بابوسو من المستعمرة ليكون عاصمة لساحل أتاكامينو. وبعد أن عززت استقلالها، نفذت تشيلي عدة أعمال سيادية على الساحل الشمالي الصحراوي. فقد حددت أراضيها على طول الساحل حتى مصب نهر لوا، مما شكل حدودًا مع بيرو. وكانت تشيلي لتتوسع أكثر، لولا أن بوليفيا قامت بتأسيس مدينة كوبيخا.

## التقسيمات الإدارية
في عام 1875، نُقلت عاصمة الإدارة من لا مار (التي تُعرف اليوم بكوبيخا) إلى أنتوفاجاستا.   وعند اندلاع حرب المحيط الهادئ عام 1879، كانت تقسيمات الإدارة على النحو التالي:
| المحافظات | العاصمة              |
| --------- | -------------------- |
| ميجيلونيس | أنتوفاجاستا          |
| كوبيجا    | لا مار               |
| لوا       | توكوبيلا             |
| كاراكوليس | كاراكوليس            |
| أتاكاما   | سان بيدرو دي أتاكاما |

## المعاهدات

الحدود قبل الحرب

حددت معاهدة عام 1866 الحدود بين الدولتين على خط العرض 24 درجة، مما أدى إلى إنشاء منطقة ذات مصالح مشتركة بين 23 و25 درجة جنوبا.
تنص معاهدة عام 1874، التي حددت الحدود النهائية بين البلدين عند خط العرض 24 درجة، على أنه لمدة 25 عامًا، لن يتم فرض ضرائب جديدة على الشعب التشيلي والشركات المتمركزة في المنطقة.
وكانت تشيلي على استعداد للتحرك على طول الساحل من الصحراء للسماح لبوليفيا بمنفذ سيادي إلى المحيط، في ظل الظروف التي شهدناها من قبل. وقد أدى هذا إلى إلغاء مجال المصلحة المشتركة من معاهدة عام 1866.
هُزمت بوليفيا وبيرو، اللتان كانتا مرتبطتين بمعاهدة سرية للتحالف الدفاعي منذ عام 1873 (قبل عام واحد من معاهدة الحدود مع تشيلي)، على يد تشيلي في حرب المحيط الهادئ التي استمرت حتى عام 1884، مما كلف بوليفيا ساحلها وبيرو قسمها من تاراباكا. على الرغم من أن الساحل كان مصدرًا قيمًا للملح الصخري، إلا أنه لم يكن السبب.

## مطالب
ومنذ ذلك الحين، لا تزال بوليفيا تنتهج سياسة المطالبة الإقليمية بمنفذ سيادي إلى المحيط الهادئ. وكجزء من هذه السياسة، يظهر على شعار النبالة الوطني 10 نجوم: تمثل الإدارات التسع الحالية والعاشرة الإدارة الساحلية السابقة.
حملت الاتصالات الداخلية للقوات المسلحة شعارًا في الحواشي: "البحر حقٌّ لنا، واستعادته واجبٌ علينا".
يحتفل بيوم البحر سنويًا في بوليفيا. خلال هذا الحدث الذي يستمر لمدة أسبوع، أكدت بوليفيا مجددا على مطالبها بأراضيها المفقودة؛ وتحتوي بعض الاحتفالات على تصريحات معادية لتشيلي.